# Kishida Yuko
Kishida Yuko (岸田 裕子, nhũ danh Wada; sinh ngày 15 tháng 8 năm 1964) là Phu nhân Thủ tướng Nhật Bản từ năm 2021 với tư cách là vợ của Kishida Fumio.

## Tiểu sử

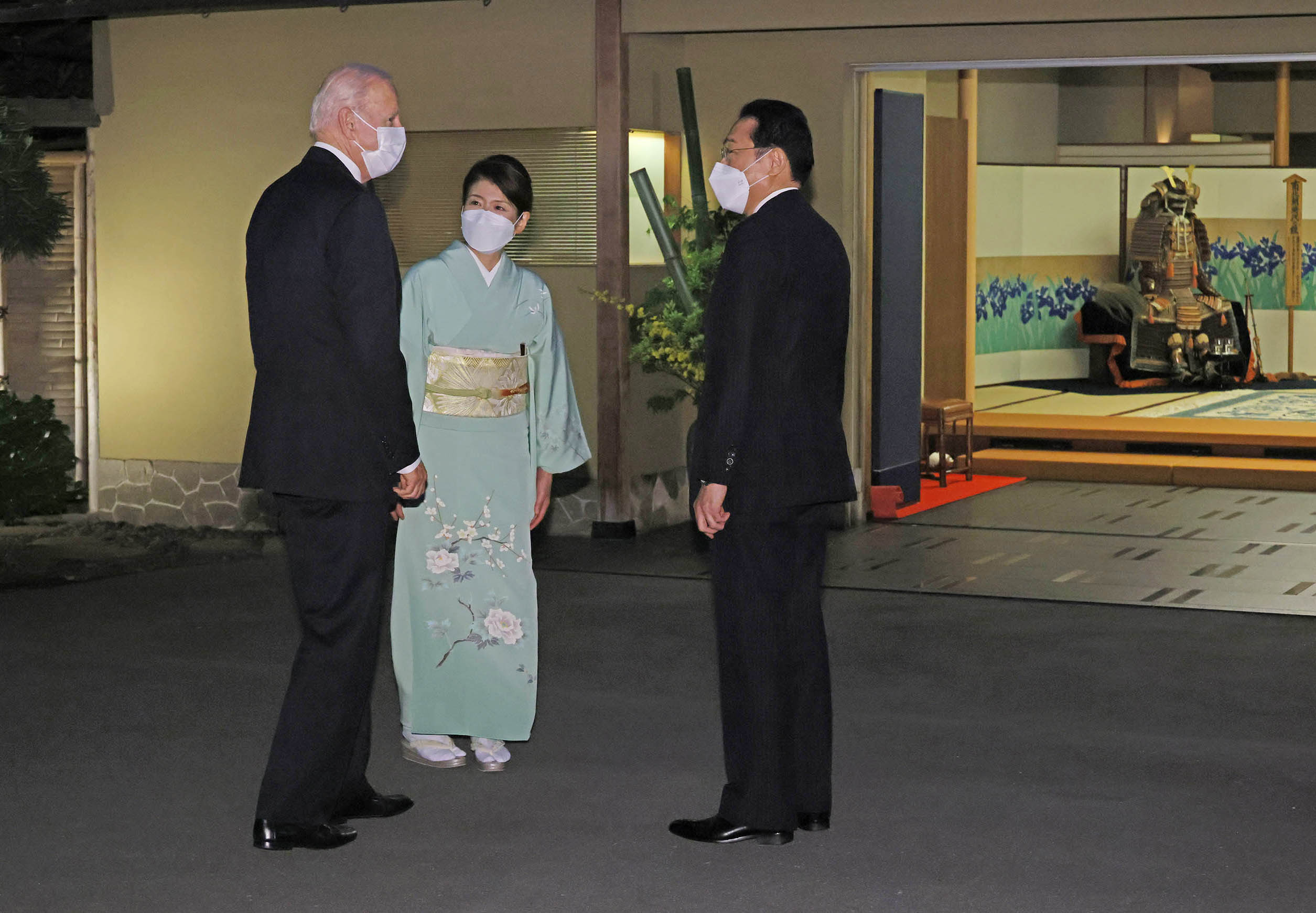
Yuko và Kishida Fumio cùng Tổng thống Hoa Kỳ Joe Biden.

Kishida sinh ra ở thành phố Miyoshi, Hiroshima là con gái lớn của một chủ công ty bất động sản. Bà theo học trường trung học cơ sở và trung học phổ thông Hiroshima Jogakuin, một trường trung học cơ sở và trung học phổ thông tích hợp. Sau khi tốt nghiệp trung học, bà theo học Đại học Cơ đốc giáo nữ sinh Tokyo. Bà có 3 con trai với chồng là Kishida Fumio.
Ngày 4 tháng 10 năm 2021, chồng bà Kishida Fumio trở thành Thủ tướng Nhật Bản sau khi giành chiến thắng trong cuộc Bầu cử chủ tịch Đảng Dân chủ Tự do (Nhật Bản) năm 2021.